# Mikayla Cowling
Mikayla Cowling (ur. 4 września 1996 w Walnut Creek) – amerykańska koszykarka, występująca na silnej skrzydłowej lub środkowej, od 2023 zawodniczka Arka VBW Gdynia.
W 2014 wystąpiła w meczu wschodzących gwiazd McDonald’s All-American.
21 sierpnia 2023 została zawodniczką Arka VBW Gdynia.

## Osiągnięcia
Stan na 18 marca 2024, na podstawie, o ile nie zaznaczono inaczej.

### NCAA
- Uczestniczka rozgrywek turnieju NCAA (2015, 2017, 2018)
- Wicemistrzyni turnieju konferencji Pac-12 (2015)
- Zaliczona do:
  - I składu najlepszych pierwszorocznych zawodniczek Pac-12 (2015)
  - składu honorable mention:
    - Pac-12 (2017, 2018)
    - Pac-12 All-Defensive (2017, 2018)
- Liderka Pac-12 w liczbie strat (2017 – 125)

### Drużynowe
- Brązowa medalistka mistrzostw Polski (2024)[5]
- Wicemistrzyni II ligi tureckiej (2023)[6]

### Indywidualne
(* – nagrody przyznane przez portal eurobasket.com)
- Najlepsza zawodniczka zagraniczna II ligi tureckiej (2022)*[7]
- Defensywna zawodniczka roku II ligi francuskiej (2019)*[8]
- Zaliczona do*:
  - I składu:
    - ligi nowozelandzkiej (2023)[9]
    - II ligi tureckiej (2022, 2023)[7][6]
    - zawodniczek zagranicznych II ligi tureckiej (2022, 2023)[7][6]

  - III składu II ligi francuskiej (2019)[8]
- Liderka w przechwytach:
  - ligi nowozelandzkiej (2023 – 1,9)[9]
  - II ligi francuskiej (2019 – 2,8)[8]